# Frente quente

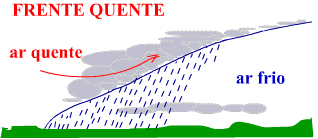
Frente quente

Frente quente é a parte dianteira de uma massa de ar quente em movimento.
O ar frio é relativamente denso e o ar quente tende a dominá-lo, produzindo uma larga faixa de nuvens e uma chuva fraca e persistente e às vezes nevoeiro esparso.

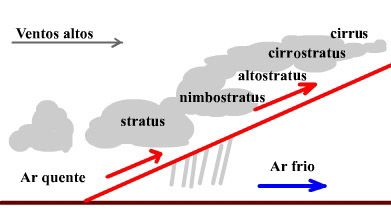
Nuvens associadas a frentes quentes

As frentes quentes tendem a deslocar-se lentamente e podem ser facilmente alcançadas por frentes frias, formando frentes oclusas. Quando uma frente deixa de se mover, designa-se por frente estacionária.
Uma frente quente é uma zona de transição onde uma massa de ar quente e úmida está a substituir uma massa de ar fria. As frentes quentes deslocam-se do equador para os pólos. Como o ar quente é menos denso que o ar frio, a massa de ar quente sobe por cima da massa de ar mais frio e geralmente ocorre precipitação.
Muitas vezes, uma camada de nuvens finas (cirrus) é observada a mais de 1000 km à frente da superfície da frente quente (umas 48 horas antes dela chegar a esse local). Depois surgem cirrostratus e altostratus. A uns 300 km antes da frente surgem então stratus e nimbostratus e eventualmente começará a cair uma chuva leve. Depois da frente passar, observam-se cumulus de bom tempo.
A temperatura eleva-se já ligeiramente antes da chegada da frente quente, porque as nuvens aumentam localmente o "efeito de estufa" na atmosfera, absorvendo radiação da superfície terrestre e emitindo radiação de volta à superfície.

Frente quente (animação)

1. frente fria 2. frente quente 3. frente oclusa 4. frente estacionária

A precipitação associada com uma frente quente antecede-a e alguma da água da chuva que cai no ar mais frio pode evaporar-se e saturar o ar, originando o aparecimento de stratus. Por vezes, essas nuvens crescem rapidamente para baixo e podem originar falta de visibilidade. Se a temperatura está mais fria, também podem ocorrer nevoeiros antecedendo a chegada da frente quente.
As nuvens mais pesadas (cumulus e cumulonimbus), embora sejam mais comuns nas frentes frias, podem também ocorrer com frentes quentes. Ocasionalmente, quando o ar quente que se eleva é instável e as temperaturas nos dois lados da frente são contrastantes, os cirrus podem ser seguidos de cirrocumulus e depois de cumulonimbus e trovoadas.
Uma frente quente é representada simbolicamente por uma linha sólida com semicírculos que apontam para o ar frio e na direcção do movimento.